# 万代町停留場
万代町停留場（ばんだいちょうていりゅうじょう）はかつて函館市万代町にあった函館市交通局（現・函館市企業局交通部、函館市電）本線の停留所である。

## 構造
- 相対式2面2線。ホームはなく、路面電車停留場の道路標示[2]が設置されていた。

## 周辺
- 国道5号
- マックスバリュ万代店（旧・グルメシティ北海道万代店）

## 歴史
- 1925年10月1日 - 「青物市場前」電停として開業[1]。
- 1931年以降 - 「万代町」に改称[1]。
- 時期不明 - いったん廃止となる[1]。
- 1950年11月22日 - 「万代町」として復活[1]。
- 1993年4月1日 - 本線の部分廃止と共に廃駅[1]。

## 隣の停留場
函館市交通局
本線（1993年4月1日廃止）
海岸町停留場 - 万代町停留場 - ガス会社前停留場